# Otto Moore
Otto George Moore (Miami, 27 agosto 1946) è un ex cestista statunitense, professionista nella NBA e in Italia.

## Carriera
Venne selezionato dai Detroit Pistons al primo giro del Draft NBA 1968 (6ª scelta assoluta).